# 奧利弗·丁利
奧利弗·丁利（英語：Oliver Dingley，1992年11月24日—）為愛爾蘭跳水運動員。

## 生涯
2016年2月，丁利獲得2016年夏季奧林匹克運動會參賽資格，為1948年來第一位取得奧運參賽資格的愛爾蘭跳水運動員。丁利也成為第一位闖進奧運決賽的愛爾蘭跳水運動員，他最終在男子個人3公尺跳板項目排名第8。

## 外部連結
- 奧利弗·丁利的X（前Twitter）